# Simpsons Bowling
Simpsons Bowling est un jeu vidéo d'arcade, sorti en 1999.

## Résumé
Le jeu consiste à contrôler différents joueurs de bowling qui présentent différentes forces et faiblesses que sont Homer, Marge, Lisa, Bart, M. Burns, Apu, Krusty le clown et Willie le jardinier.

## Distribution
- Dan Castellaneta : Homer, Abraham, Barney Gumble, Maire Quimby, Willie le jardinier, Krusty le clown et autres personnages
- Julie Kavner : Marge, Patty et Selma Bouvier
- Nancy Cartwright : Bart, Ralph Wiggum, Nelson Muntz et autres personnages
- Yeardley Smith : Lisa
- Harry Shearer : M. Burns
- Hank Azaria : Apu Nahasapeemapetilon